# Red Bogdana Hmeljnickega
Red Bogdana Hmeljnickega je visoko odlikovanje Sovjetske zveze, ki je bilo ustanovljeno 10. oktobra 1943 in je poimenovan po Bogdanu Hmeljnickem, kozaku, ki je priključil Ukrajino Rusiji.
Red je namenjen pripadnikom Rdeče armade in partizanom za hrabrost in izkazan patriotizem v boju, častno in učinkovito služenje.

## Kriteriji
Red 1. razreda je namenjen poveljnikom armadnih skupin, flot, armad in flotilj, njihovim namestnikom ter načelnikom štabov in partizanskim voditeljem; 2. razred poveljnikom, namestnikom in načelnikom štabov polkov, brigad, divizij in korpusov ter poveljnikom, namestnikom in načelnikom štabov partizanskih sil ter 3. razred, ki je bil podeljen častnikom do bataljonske ravni, njihovim pomorskim ter partizanskim ekvivalentom .

## Opis

### Red Bogdana Hmeljnickega 1. razreda
Red je iz zlata.

### Red Bogdana Hmeljnickega 2. razreda
Red je iz zlata in srebra.

### Red Bogdana Hmeljnickega 3. razreda
Red je iz srebra.

## Nadomestne oznake
Nadomestna oznaka za 1. razred je svetlo modri trak z 5 mm belim trakom v sredini, za 2. razred svetlo modri trak z dvema 3 mm belima trakom na koncih ter za 3. razred svetlo modri trak s tremi 2 mm trakoma.

## Nosilci
Med drugo svetovno vojno je bilo podeljenih 320 redov 1. razreda, okoli 2400 2. razreda in okoli 5730 3. razreda.